# Han Yutong
Han Yutong (chiń. 韩雨桐; ur. 16 września 1994 w Yanbianie) – chińska łyżwiarka szybka specjalizująca się w short tracku, dwukrotna olimpijka (2018 i 2022), brązowa medalistka olimpijska z Pekinu 2022, mistrzyni świata seniorów i juniorów.
Mieszka w Pekinie.

## Wyniki

### Igrzyska olimpijskie
- Pjongczang 2018
  - 500 m – 12. miejsce
  - 1000 m – DSQ
  - 1500 m – 9. miejsce
  - sztafeta kobiet – 7. miejsce
- Pekin 2022
  - 1000 m – 18. miejsce
  - 1500 m – 7. miejsce
  - sztafeta kobiet – 3. miejsce

### Mistrzostwa świata
- Montreal 2014
  - 500 m - 20. miejsce
  - 1000 m - 18. miejsce
  - 1500 m - 8. miejsce
  - wielobój - 14. miejsce
  - sztafeta kobiet - 1. miejsce
- Moskwa 2015
  - 500 m - 5. miejsce
  - 1000 m - 17. miejsce
  - 1500 m - 19. miejsce
  - wielobój - 10. miejsce
  - sztafeta kobiet - 2. miejsce

### Mistrzostwa świata juniorów
- Melbourne 2012
  - 500 m - 6. miejsce
  - 1000 m - 7. miejsce
  - 1500 m - 4. miejsce
  - wielobój - 7. miejsce
  - sztafeta kobiet - 2. miejsce
- Warszawa 2013
  - 500 m - 1. miejsce
  - 1000 m - 3. miejsce
  - 1500 m - 5. miejsce
  - wielobój - 3. miejsce
  - sztafeta kobiet - 2. miejsce
- Erzurum 2014
  - 500 m - 2. miejsce
  - 1000 m - 10. miejsce
  - 1500 m - 4. miejsce
  - wielobój - 5. miejsce
  - sztafeta kobiet - 3. miejsce